# Duane Sutter
Duane Calvin Sutter (* 16. März 1960 in Viking, Alberta) ist ein ehemaliger kanadischer Eishockeystürmer und -trainer und zurzeit Director of Player Development bei den Florida Panthers aus der National Hockey League.

## Leben
Duane Sutter begann seine Karriere 1976 und spielte in seinen ersten zwei Jahren hauptsächlich bei den Red Deer Rustlers in der zweitklassigen Nachwuchsliga Alberta Junior Hockey League, ehe er 1978 nach sechs Einsätzen in den vorherigen Saisons endgültig in die Western Hockey League zu den Lethbridge Broncos wechselte. Sutter zeigte sehr gute Leistungen und erzielte 50 Tore und 75 Assists in 71 Spielen und verfügte zudem über körperliche Härte, die er mit 212 Strafminuten unter Beweis stellte. Daraufhin wurde er von den New York Islanders in der ersten Runde des NHL Entry Draft 1979 an Position 17 ausgewählt.
Zu Beginn der Saison 1979/80 spielte er vorerst noch bei den Broncos in der WHL, gehörte aber bald zum NHL-Kader der Islanders und half ihnen beim Gewinn des ersten Stanley Cup in der Geschichte des Franchise. Sutter etablierte sich als defensiv spielender Stürmer in der NHL und gewann in den folgenden drei Saisons jedes Mal den Stanley Cup mit den Islanders und spielte speziell während der Playoffs der Saison 1982/83 eine wichtige Rolle, als er in den 20 Spielen neun Tore erzielt und zwölf weitere vorbereitete. 1984 erreichte er in seiner fünften Saison bereits zum fünften Mal das Stanley-Cup-Finale, doch diesmal scheiterte die Mannschaft an den Edmonton Oilers. 
Duane Sutter spielte noch drei weitere Jahre für die New York Islanders, ehe er 1987 zu den Chicago Blackhawks transferiert wurde. In Chicago ging seine Karriere langsam dem Ende entgegen und Sutter konnte in keiner Saison mehr als 20 Punkte erzielen, sodass er 1990 seine aktive Laufbahn beendete.
Er blieb aber der Organisation der Blackhawks als Scout erhalten und beobachtete Nachwuchsspieler im Westen Kanadas. 1992 übernahm er den Trainerposten bei den Medicine Hat Tigers in der WHL, wo er zukünftige NHL-Spieler, wie Rob Niedermayer und Mike Rathje betreute, doch nach dem Ende der WHL-Saison im Frühjahr 1993 verließ er wieder die Mannschaft und trainierte die Indianapolis Ice, das damalige IHL-Farmteam der Chicago Blackhawks, vorerst für die letzten 16 Saisonspiele, blieb dann aber bis 1995 im Amt.
Im Sommer 1995 wurde er von den Florida Panthers als Assistenztrainer verpflichtet, die 1996 ins Stanley-Cup-Finale gegen die Colorado Avalanche einziehen konnten. Sutter verblieb auf der Position bis zum Sommer 1998, als er den Posten als Pro Scout bei den Panthers übernahm. Ende 2000 wurde Sutter zum Cheftrainer der Florida Panthers ernannt, wurde jedoch nach ausbleibendem Erfolg nach einem Jahr wieder ersetzt. Daraufhin arbeitete er noch ein halbes Jahr als Scout und als Assistenztrainer, ehe er im Sommer 2002 zum Director of Player Development bei den Panthers ernannt wurde. In dieser Position ist Sutter für die Ausbildung der Spieler besonders im Farmteam zuständig und überblickt die Entwicklung aller zur Organisation gehörenden Nachwuchsspieler.

### Erfolge und Auszeichnungen
- Stanley Cup 1980, 1981, 1982 und 1983

## Familie
Duane Sutter hat sechs Brüder, von denen es fünf in die NHL geschafft haben. Darryl Sutter absolvierte 406 Spiele und erzielte 279 Punkte, war bis Ende 2010 General Manager der Calgary Flames und trainierte mehrere NHL-Teams. Bei den Islanders spielte Duane zusammen mit Brent, der zweimal den Stanley Cup gewann. Brent  kam in 1111 Spielen in der NHL zum Einsatz und erzielte 829 Punkte.
Brian Sutter spielte 779 Spiele mit 636 Punkten für die St. Louis Blues, die seine Trikotnummer 11 zu seinen Ehren sperrten. Neun Jahre war er Mannschaftskapitän des Teams. Seit 1988 trainierte er unter anderem die Calgary Flames und die Boston Bruins und wurde 1991 mit dem Jack Adams Award als bester Trainer der NHL geehrt.
Rich Sutter spielte 874 Spiele in der NHL und erzielte 315 Punkte. Für etwas mehr als ein Jahr spielte er in Chicago unter der Leitung seines Bruders Darryl und zusammen mit Brent. Nach seiner aktiven Laufbahn war er als Talentscout für die Minnesota Wild und Phoenix Coyotes tätig. Dessen Zwillingsbruder Ron Sutter wurde ebenfalls von seinem Bruder Darryl trainiert und zwar in San Jose für insgesamt drei Jahre. Ron bestritt 1.093 Spiele in der NHL und konnte dabei 533 Punkte erzielen. Für ein Jahr war er Mannschaftskapitän der Philadelphia Flyers.
Aus der zweiten Generation der Familie zog es ebenfalls mehrere Spieler in die NHL. Während Shaun Sutter, der Sohn von Brian, zwar im NHL Entry Draft 1998 von den Calgary Flames ausgewählt wurde, allerdings nie in der NHL auflief, gelang Brett Sutter, dem Sohn von Darryl, Brandon Sutter, dem Sohn von Brent, sowie Brody Sutter, dem Sohn von Duane, der Sprung in die höchste Liga Nordamerikas. Ferner spielte Luke Sutter, der Sohn von Rich, ebenfalls kurzzeitig im Profibereich, während Riley Sutter (* 1999) als Sohn von Ron im Nachwuchsbereich aktiv ist.